# Burg Tuor
Die Ruine der Burg Tuor ist die Ruine einer Höhenburg auf 1258 m ü. M. nordwestlich von Sumvitg im schweizerischen Kanton Graubünden, oberhalb der Strasse nach Clavadi.

## Anlage
Erhalten haben sich die stark überwachsenen Ruinen eines Turms in Form eines Rechtecks von 7,5 auf 5,6 Metern. Das Mauerwerk besteht aus lagerhaften gehauenen Steinen mit viel Füllmaterial. Auffallend sind die stark bossierten Ecksteine mit äusserst präzisem Kantenschlag. Die geringe Nutzfläche im Innern lässt auf einen hölzernen vorkragenden Oberbau mit Wohnräumen schliessen. Weder von einer Ringmauer noch von anderen Nebenbauten finden sich Spuren, doch dürfen ländliche Bauten angesichts der bescheidenen Dimensionen des Turmes vorausgesetzt werden.

## Geschichte
Schriftliche Unterlagen über Entstehung und Geschichte der Burg fehlen. Möglicherweise war die Burg Tuor von Dienstleuten des Klosters Disentis bewohnt. Stammburg des Geschlechtes Tuor von Sumvitg, ehem. Dienstleute.
Familienwappen: Das Geschlecht Tuor von Sumvitg führt diesen eckigen Turm in Silber über grünem Dreiberg in ihrem Wappen, die Linie Tuor von Brigels dagegen einen runden.

## Fotos

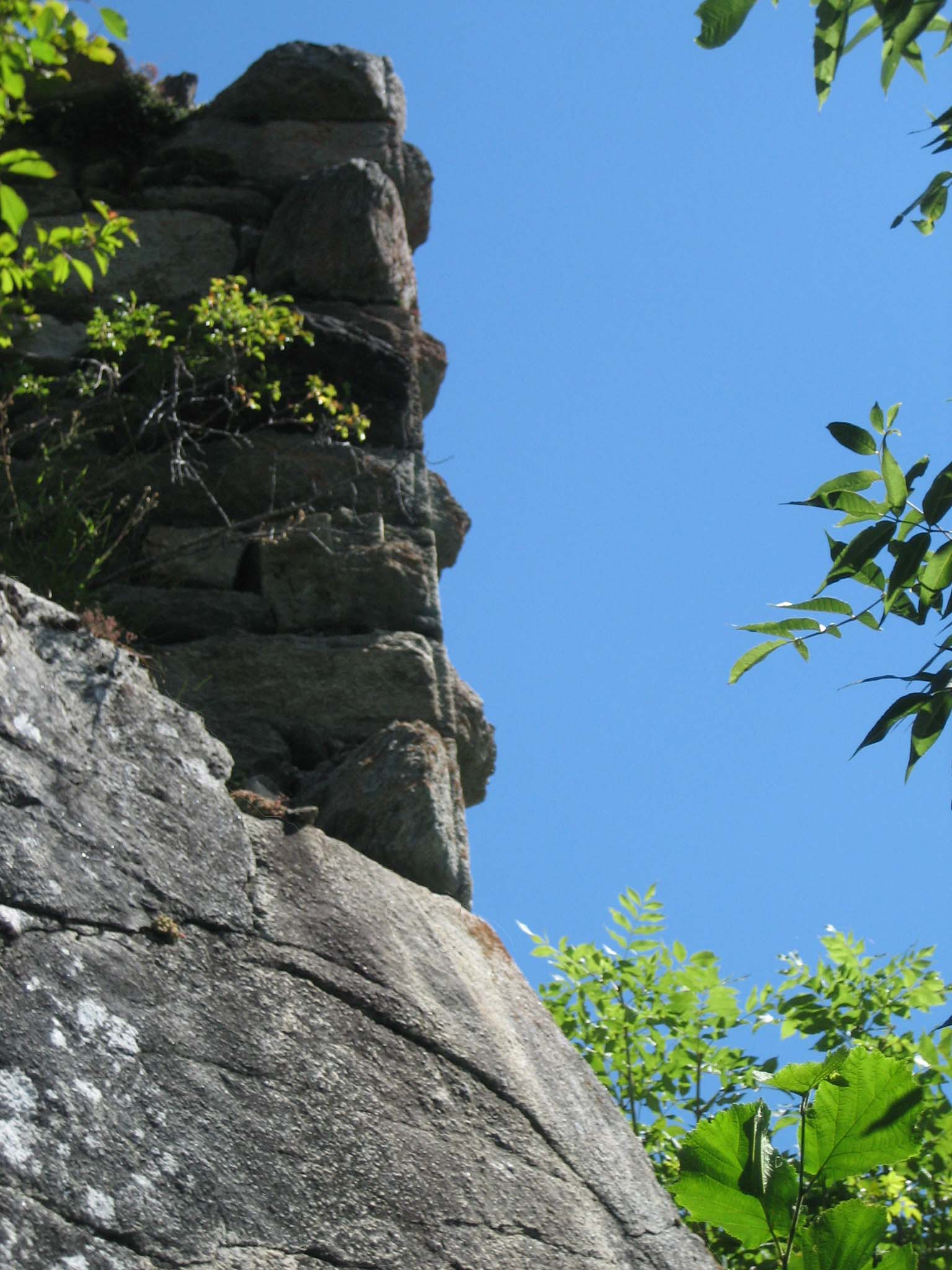
Südwestecke
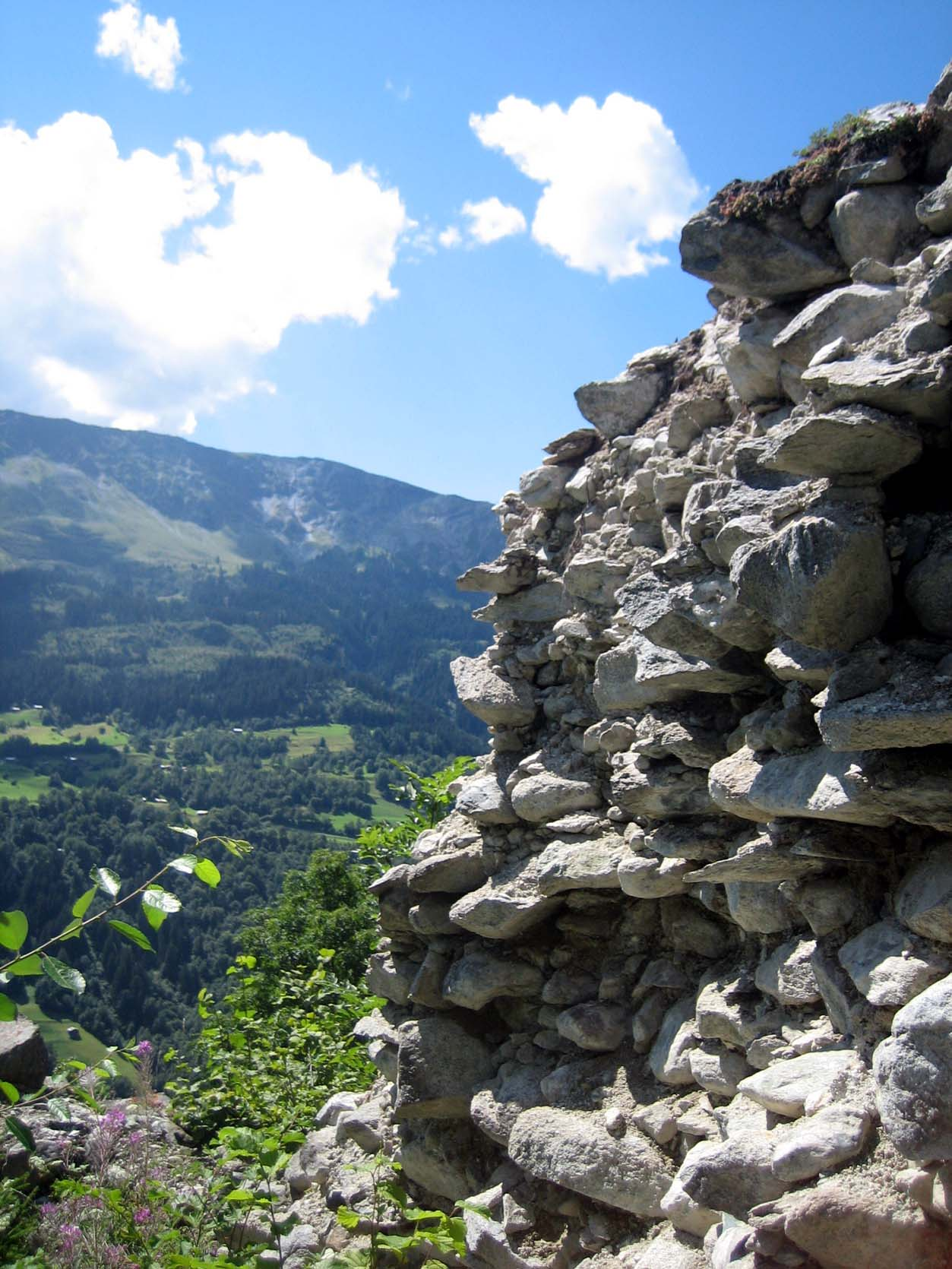
Ostseite innen
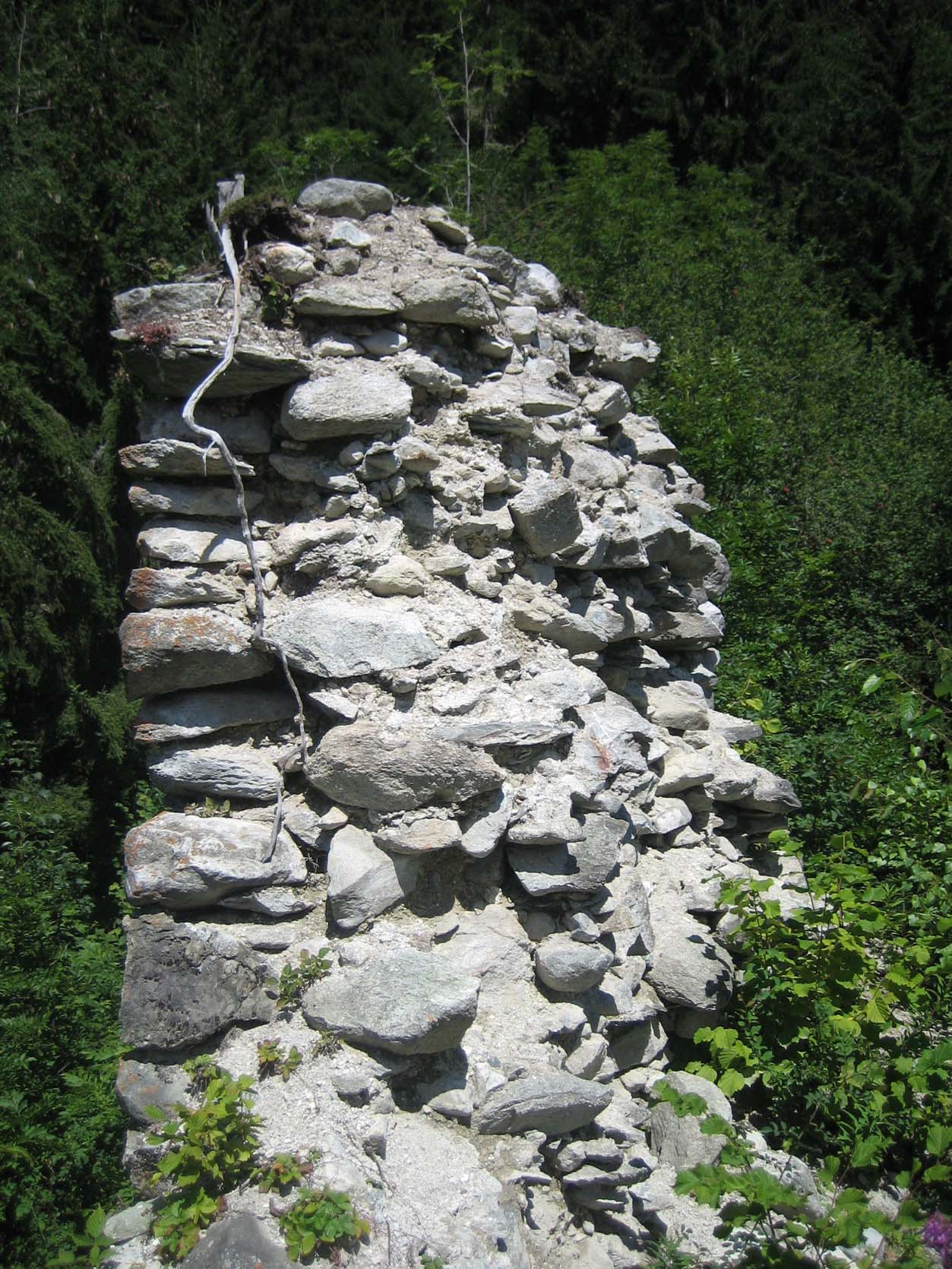
Blick in die Mauer
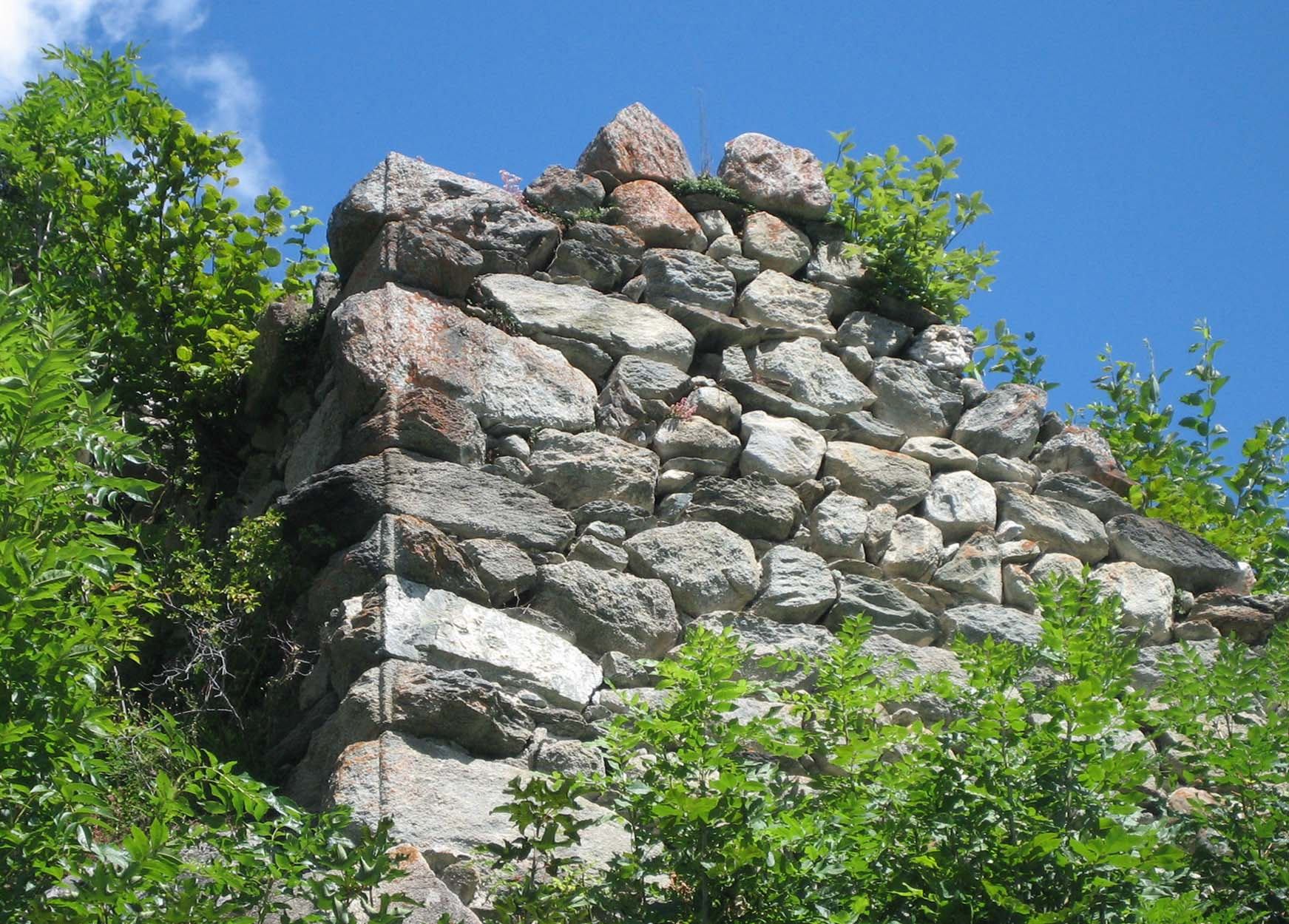
Präziser Kantenschlag